# Ривалта Нуова (Алесандрија)
Ривалта Нуова је насеље у Италији у округу Алесандрија, региону Пијемонт.
Према процени из 2011. у насељу је живело 464 становника. Насеље се налази на надморској висини од 138 м.